# روبرت غروسمان
روبرت غروسمان (بالإنجليزية: Robert Grossman)‏ هو رسام ورسام رسوم متحركة أمريكي، ولد في 1 مارس 1940 في بروكلين في الولايات المتحدة، وتوفي في 15 مارس 2018 في مانهاتن في الولايات المتحدة.

## وصلات خارجية
- الموقع الرسمي
- روبرت غروسمان على موقع IMDb (الإنجليزية)
- روبرت غروسمان على موقع إن إن دي بي (الإنجليزية)